# Przełęcz nad Siką
Przełęcz nad Siką (niem. Sika-Sattel, słow. Sedlo nad Šikou, węg. Csurgó-nyereg, ok. 1600 m)  – przełęcz w północnym grzbiecie Zadnich Jatek w słowackich Tatrach Bielskich. W grzbiecie tym kolejno znajdują się: Zadni Diabli Grzbiet, Przełęcz nad Siką, Turnia nad Jaworzynką, Przełęcz pod Koszarzyskiem i Jaworzynka Bielska. 
Rejon przełęczy to szerokie siodło porośnięte kosodrzewiną i trawami. We wschodnie zbocza wcina się jedno z ramion Diablego Żlebu mającego swoje ujście poniżej progu  Wielkiego Koszaru. W kierunku północno-zachodnim opada z przełęczy wielki Żleb z Siką, a w nim wodospad Sika.
Nazwa przełęczy jest autorstwa Władysława Cywińskiego. Tworząc ją nawiązał do wodospadu Sika. 

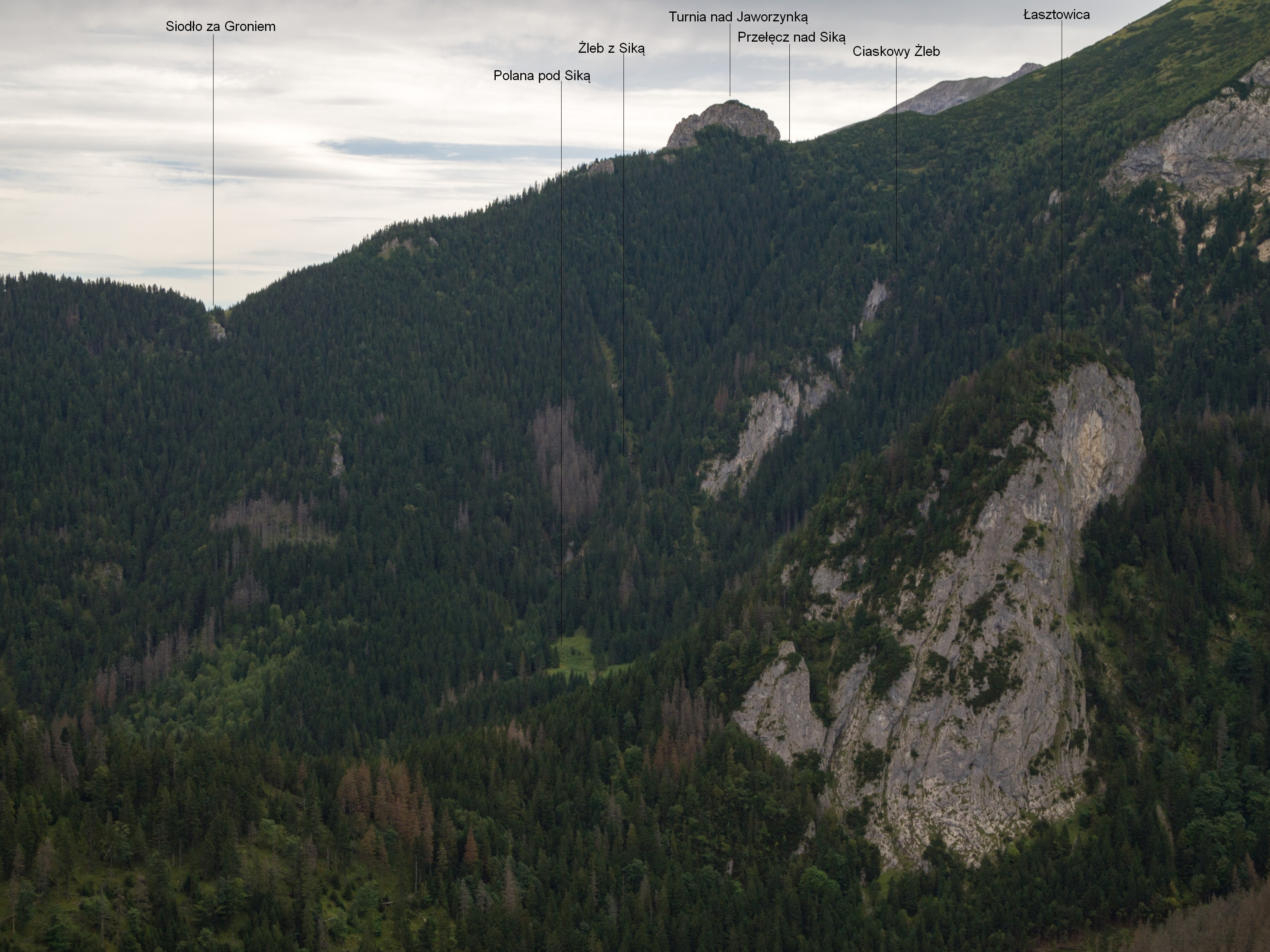